# Dục Lãng
Dục Lãng (tiếng Mãn: ᠶᡡ
 ᠯᠠᠩ, Möllendorff: Yū Lang, Abkai: Yv Lang, chữ Hán: 毓朗, 27 tháng 8 năm 1864 – 14 tháng 12 năm 1922), tự Nguyệt Hoa (月华), hiệu Dư Si (余痴), biệt hiệu Dư Si Sinh (余痴生), Ái Tân Giác La, là một Tông thất, Quân cơ đại thần cuối đời nhà Thanh trong lịch sử Trung Quốc. Ông còn được biết đến là 1 trong "Nhị vương Tam Bối lặc".

## Cuộc đời
Dục Lãng sinh vào giờ Mùi, ngày 16 tháng 7 (âm lịch) năm Đồng Trị thứ 3 (1864), trong gia tộc Ái Tân Giác La. Ông là con trai thứ hai của Định Thận Quận vương Phổ Hú, mẹ ông là Trắc Phúc tấn Ngạc Giai thị. Năm Quang Tự thứ 2 (1876), ông được ban mang Hoa linh và mũ mão Nhị phẩm. Năm thứ 10 (1884), tháng 12, thông qua Khảo phong mà ông được phong làm Tam đẳng Trấn quốc Tướng quân. Năm thứ 28 (1902), tháng 7, nhậm chức Hồng lô tự Thiếu khanh. Năm thứ 30 (1904), tháng 9, thăng làm Quang lộc tự Khanh. Năm thứ 31 (1905), tháng 3, ông thụ Nội các Học sĩ kiêm hàm Lễ bộ Thị lang. Tháng 9, thụ Tả Thị lang Tuần Cảnh bộ. Năm thứ 32 (1906), điều làm Tả Thị lang Dân Chính bộ. Năm thứ 33 (1907), phụ thân ông qua đời, ông tập tước Định Thân vương đời thứ 7, nhưng Định vương phủ không phải Thiết mạo tử vương, nên ông chỉ được phong làm Bối lặc. Năm thứ 34 (1908), tháng 11, sau khi Tuyên Thống Đế Phổ Nghi lên ngôi, Dục Lãng được thưởng nhận gấp đôi bổng lộc. Tháng 12, phái sung Chuyên ti huấn luyện Cấm vệ quân Đại thần. Năm Tuyên Thống nguyên niên (1909), ông nhậm chức Giám đốc trường Pháp – Chính dành cho hậu duệ Quý tộc. Năm thứ 2 (1910), tháng 7, ông trở thành Quân cơ đại thần. Năm thứ 3 (1911), tháng 4, ông được bổ nhiệm lại làm Bộ trưởng cố vấn quân sự. Từ sau Cách mạng Tân Hợi, ông tích cực tham gia các hoạt động của Đảng Tông xã.
Năm Dân Quốc nguyên niên (1912), tháng 9, ông phụng ý chỉ cho phép Vương công phủ đệ, ruộng đất, ân thưởng trở thành tài sản cá nhân. Năm thứ 2 (1913), tháng 12, ông thay quyền Tông Nhân phủ Hữu Tông nhân. Năm thứ 4 (1915), tháng giêng, ông chính thức nhậm chức Hữu Tông nhân. Tháng 2, kiêm thay quyền Tả Tông nhân. Tháng 12, thăng làm Tông Nhân phủ Hữu Tông chính. Năm thứ 6 (1917), tháng giêng, điều làm Tả Tông chính. Năm thứ 10 (1921), tháng 2, vì tài lực nhà Thanh thiếu thốn, cần cắt bớt các loại chi phí, Dục Lãng cùng với Na Ngạn Đồ, Tái Trạch (载泽), Phổ Luân (溥倫), Tái Nhuận (载润), Tái Đào (载涛), Tái Doanh (载瀛) và một số đại thần khác được phái khảo sát tình hình cụ thể ở Nội vụ phủ và các nha môn, thỏa thuận với nhau làm việc và tấu thỉnh xử lý. Năm thứ 11 (1922), tháng 5, ông hoàn thành việc chỉnh sửa Ngọc điệp, đây cũng là lần đại tu Ngọc điệp chính thức cuối cùng của nhà Thanh, nhờ làm việc thỏa đáng mà ông được ban thưởng Bổ phục Tứ hành long. Ngày 26 tháng 10 (âm lịch) cùng năm, ông qua đời ở tuổi 59, được truy thụy Mẫn Đạt Bối lặc (敏达貝勒).

## Gia quyến
- Cha: Định Thận Quận vương Phổ Hú
- Mẹ: Trắc Phúc tấn Ngạc Giai thị
- Anh trai: Trấn quốc Tướng quân Dục Trưởng, có con gái thứ tư là mẹ của Hoàng hậu Uyển Dung.

### Thê thiếp
- Đích Phu nhân: Hách Xá Lý thị (赫舍里氏), con gái của Lang trung Sùng Linh (崇龄), cháu nội của Đại học sĩ Anh Quế (英桂).
- Thứ thiếp:
  - Lý Tĩnh Trần (李静尘), con gái của Lý Đại (李大).
  - Kỷ Thanh An (纪清安).

### Hậu duệ

#### Con trai
1. Hằng Nghiêu (恆堯; 1885 – 1886), mẹ là Đích Phu nhân Hách Xá Lý thị. Chết yểu.
2. Hằng Bột (恆馞, 1907 – 1956), tự "Thứ Hinh", hiệu "Mặc Ba", mẹ là Thứ thiếp Lý Tĩnh Trần. Năm 1922 tập tước Cố Sơn Bối tử. Chỉ có một người con trai là Khải Tinh (启星), kết hôn với Tả Kế Anh (左繼英) sinh được ba người con gái (Kim Huy, Kim Thạc, Kim Vũ).

#### Con gái
1. Hằng Huệ (恆慧), tự "Bá Hinh" (伯馨), mẹ là Đích Phu nhân Hách Xá Lý thị. Gả cho Hoàn Nhan Lập Hiền, có hai con gái:
  1. Hoàn Nhan Lập Đồng Ký (hay "Lập Đồng Ký"[c], nay được gọi là "Vương Mẫn Đồng")
  2. Hoàn Nhan Bích Lâm (nay được gọi là "Vương Hàm").
2. Hằng Hương (恆香), tự "Trọng Hinh" (仲馨), hiệu "Trúc Hương", bây giờ được gọi là "Kim Trọng Hinh", mẹ là Đích Phu nhân Hách Xá Lý thị. Bà là Chính thất thứ tư của Quách Bố La Vinh Nguyên, cha của Hoàng hậu Uyển Dung. Con trai bà là Quách Bố La Nhuận Kì đã cưới Tam Cách cách Uẩn Dĩnh của Thuần Thân vương Tái Phong, tức em gái thứ ba của Phổ Nghi.
3. Hằng Phân (恆芬), tự "Thúc Hinh", mẹ là Đích Phu nhân Hách Xá Lý thị.
4. Con gái thứ tư, mẹ là Đích Phu nhân Hách Xá Lý thị. Chết yểu chưa kịp đặt tên.
5. Hằng Phức (恆馥), tự "Quý Hinh", mẹ là Đích Phu nhân Hách Xá Lý thị.
6. Con gái thứ 6, không rõ tên, mẹ là Thứ thiếp Lý Tĩnh Trần. Chết vì bệnh lao ở tuổi đôi mươi.
7. Hinh Viễn (馨遠), mẹ là Thứ thiếp Kỷ Thanh An.

### Nguyên văn các Dụ chỉ
1. ↑  Nguyên văn: 十年辛酉二月奉旨, 前因时局艰难, 财力匮乏, 亟应删除繁, 以期核实, 曾经简派王大臣将内务府各衙门体察情形, 通盘筹划, 裁并奏明在案, 经费衍期益形支细, 自应再事清理以节靡费, 所有各衙门应行裁减归并之处, 着派那彦图, 载泽, 溥伦, 载润, 载涛, 毓朗, 载瀛, 世续, 陈宝琛, 伊克坦, 朱益藩, 绍英, 耆龄悉心筹划, 随时妥议具奏, 请旨办理. 钦此
2. ↑  Nguyên văn: 十一年壬戌润五月, 奉旨恭办玉牒告成, 甚属妥速, 该宗令等允宜着加奖, 叙着加恩赏给载涛之子溥伸头品顶戴, 载润, 毓朗, 载瀛具着赏穿四行龙补服, 钦此